# THAICOM-3
THAICOM-3 – nieaktywny tajlandzki geostacjonarny satelita telekomunikacyjny, pracujący na pozycji orbitalnej 78,5°E, świadczący głównie usługi Direct To Home. Wyłączony w 2006 roku i zastąpiony satelitą THAICOM-5, który już wtedy znajdował się na orbicie. Planowo miał pracować 14 lat. Wyniesiony razem z satelitą BSat 1A.

## Usterka
Shin Satellite, operator satelity, poinformował 7 lutego 2003, że statek doświadczył "anomalii w układzie zasilania". Spowodowała ona przerwę dostępie do usług. Winą obarczono usterkę elektryczną w mechanizmie kontroli położenia paneli ogniw słonecznych. Niewykluczone, że tej samej natury (awaria silnika po 6 latach pracy), co usterka jaka miała miejsce w satelicie Eutelsat W5, opartego na tej samej platformie.
11 września 2014 satelita doświadczył zaniku zasilania trwającego przynajmniej 12 godzin. Gazeta The Nation mówiła nawet o utracie położenia przez satelitę i wejścia w tryb bezpieczny. Operator podał, że zdecydował się wyłączyć tymczasowo satelitę, aby naładować jego akumulatory.
Po przemieszczeniu na nową pozycję orbitalną, 50,5°E, w 2006 roku, doświadczył kolejnego zaniku zasilania, który uniemożliwiał dalszą pracę (działały 4 z 14 transponderów pasma Ku). W związku z tym 1 października 2006 roku o 20:37 UTC satelita został umieszczony na orbicie cmentarnej i wyłączony na stałe następnego dnia.
Wobec usterki, operator usterki zażądał od ubezpieczyciela, brytyjskiej firmy International Space Broker, wypłaty odszkodowania w wysokości 35 milionów dolarów amerykańskich (USD). Ostatecznie wypłacono jej 33 mln USD.

## Budowa i działanie
Zbudowany przez Alcatel Alenia Space na platformie Spacebus 3000A, na podstawie kontraktu wartego 200 mln. USD przyznanego w styczniu 1995. Było to pierwsze takie zlecenie dla firmy europejskiej z runku Azji Południowo-Wschodniej.
Statek pozostawał własnością rządową – przekazany ministerstwu informatyzacji, łączności i technologii 20 października.
Stabilizowany trójosiowo. Energii dostarczały dwa panele ogniw słonecznych o mocy 5,3 kW.
Przenosił 13 transponderów pasma C (obejmujące zasięgiem Azję, Europę, Australię i Afrykę) i 14 pasma Ku (obejmujących Półwysep Indyjski i Indochiński)